# Ranunculus demissus
Ranunculus demissus är en ranunkelväxtart som beskrevs av Dc.. Ranunculus demissus ingår i släktet ranunkler, och familjen ranunkelväxter. Inga underarter finns listade i Catalogue of Life.